# Episodi di Amiche per la morte - Dead to Me (terza stagione)
La terza stagione della serie televisiva Amiche per la morte - Dead to Me, composta da 10 episodi, è stata pubblicata da Netflix il 17 novembre 2022 ovunque il servizio è raggiungibile.
| n° | Titolo originale            | Titolo italiano             | Pubblicazione USA | Pubblicazione Italia |
| -- | --------------------------- | --------------------------- | ----------------- | -------------------- |
| 1  | We've Been Here Before      | Ne abbiamo passate tante    | 17 novembre 2022  | 17 novembre 2022     |
| 2  | We Need To Talk             | Dobbiamo parlare            | 17 novembre 2022  | 17 novembre 2022     |
| 3  | Look at What We Have Here   | Guarda cosa abbiamo trovato | 17 novembre 2022  | 17 novembre 2022     |
| 4  | Where Do We Go Now?         | Cosa facciamo ora?          | 17 novembre 2022  | 17 novembre 2022     |
| 5  | We Didn't Think This Trough | Non ci avevamo pensato      | 17 novembre 2022  | 17 novembre 2022     |
| 6  | We're Gonna Beat This Thing | Lo sconfiggeremo            | 17 novembre 2022  | 17 novembre 2022     |
| 7  | Can We Be Honest?           | Possiamo dirci la verità?   | 17 novembre 2022  | 17 novembre 2022     |
| 8  | We'll Find a Way            | Troveremo un modo           | 17 novembre 2022  | 17 novembre 2022     |
| 9  | We're Almost Out Of Time    | Non abbiamo più tempo       | 17 novembre 2022  | 17 novembre 2022     |
| 10 | We've Reached the End       | Siamo alla fine             | 17 novembre 2022  | 17 novembre 2022     |